# کوم وو (آریزونا)
کوم وو (به انگلیسی: Kom Vo) یک منطقهٔ مسکونی در ایالات متحده آمریکا است که در آریزونا واقع شده‌است. کوم وو ۵۴۰ متر بالاتر از سطح دریا واقع شده‌است.